# Yervant Odian
Yervant Odian, armeno Երվանդ Օտյան o anche Երուանդ Օտեան (Istanbul, 19 settembre 1869 – Il Cairo, 1926), è stato un giornalista, romanziere e commediografo armeno.

## Biografia
Yervant nacque a Costantinopoli da una ricca e colta famiglia di origine armena. Il padre era un diplomatico ed aveva incarico in Romania, qui Yervant visse e sviluppò subito la sua apertura mentale e culturale cosmopolita.
Iniziò subito a scrivere libri e per giornali con molto successo.
Ma negli anni novanta dell'Ottocento si scatena la prima ondata del massacro degli armeni e Odian scappa ad Atene, prima tappa del suo pellegrinaggio tra Oriente e Occidente, vivrà al Cairo, a Parigi, ad Alessandria d'Egitto, a Londra e addirittura a Bombay.
Il suo esilio durerà fino al 1908 quando i Giovani Turchi rovesceranno il sultano e poté tornare a Costantinopoli. Ricomincia a scrivere, fonda giornali e produce libri. Ma nel 1915 i turchi compiono il genocidio del popolo armeno, oltre un milione di persone vengono trucidate, mentre i superstiti sono costretti alla diaspora.
Yervant Odian è uno dei pochi che riesce a salvarsi dal genocidio e scappa in Siria. Passano quattro anni: nel 1919 ritorna a Costantinopoli.
Cerca di ricominciare a scrivere, ma qualcosa si è spezzato per sempre, nel sangue del suo popolo sembra annegato il suo talento. Dopo un paio di anni lascia la Turchia per sempre, per il suo terzo ed ultimo esilio. Nel 1926 morirà al Cairo.

## Opere
Le sue opere satiriche sono il vertice di una multiforme produzione letterarie, tanto da essere considerate tra i migliori esempio nel panorama otto-novecentesco. Le opere più famose sono la trilogia dell'epopea tragicomica del compagno Phanchuni:
- Missione a Dzablvar. Epistolario socialista del compagno Phanchuni (1911)
- Il compagno Phanchuni nel Vaspurakan (1914)
- Il compagno Phanchuni in esilio  (1923)

Le tre opere sono scritte sotto forma epistolare che raccontano delle surreali vicende tra il comico ed il grottesco di un villaggio armeno sconvolto dall'attività politico-missionaria del compagno Phanchuni che arso dal sacro fuoco dell'ideale esporta la lotta di classe in uno sperduto villaggio dell'ex impero ottomano.

### Opere tradotte in italiano
- Yervant Odian, Missione a Dzablavar (Epistolario socialista del compagno Phanchuni), Roma, Edizioni Lavoro, 2004